# Kyushu Railway History Museum
Le Kyushu Railway History Museum (九州鉄道記念館, Kyūshū tetsudō kinenkan) est un musée ferroviaire situé à Kitakyūshū dans la préfecture de Fukuoka, au Japon.
Le musée est la propriété de la compagnie JR Kyushu.

## Histoire
Le musée a ouvert le 9 août 2003, réutilisant notamment l'ancien siège du Chemin de fer de Kyūshū (九州鉄道, Kyūshū tetsudō) datant de 1891.

## Collection
Le musée se compose de trois zones : 
- le bâtiment principal qui possède des espaces d'exposition, une ancienne voiture en bois, un grand diorama, des simulateurs de conduite et un espace pour les enfants ;
- le hall d'exposition qui présente 9 matériels ferroviaires ayant circulé à Kyūshū ;
- le mini-parc ferroviaire qui permet de conduire des reproductions de trains de la JR Kyushu sur un réseau de 450 mètres.

| Modèle            | Numéro       | Constructeur               | Année | Type                  |
| ----------------- | ------------ | -------------------------- | ----- | --------------------- |
| JGR Class 9600    | 59634        | Chantier naval de Kawasaki | 1922  | Locomotive à vapeur   |
| JGR Classe C59    | C59 1        | Kisha Seizo                | 1941  | Locomotive à vapeur   |
| JGR Classe EF10   | EF10 35      | Toshiba                    | 1941  | Locomotive électrique |
| JNR Classe ED72   | ED72 1       | Toshiba                    | 1961  | Locomotive électrique |
| JGR série KiHa 07 | KiHa 07-41   | Nippon Sharyo              | 1937  | Autorail              |
| JNR série 485     | KuHa 481-603 | Nippon Sharyo              | 1969  | Automotrice           |
| JNR série 583     | KuHaNe 581-8 | Hitachi                    | 1968  | Automotrice           |
| JNR série 14      | 14-11        | Nippon Sharyo              | 1971  | Voiture               |
| JNR série Sera 1  | 1239         |                            |       | Wagon à charbon       |

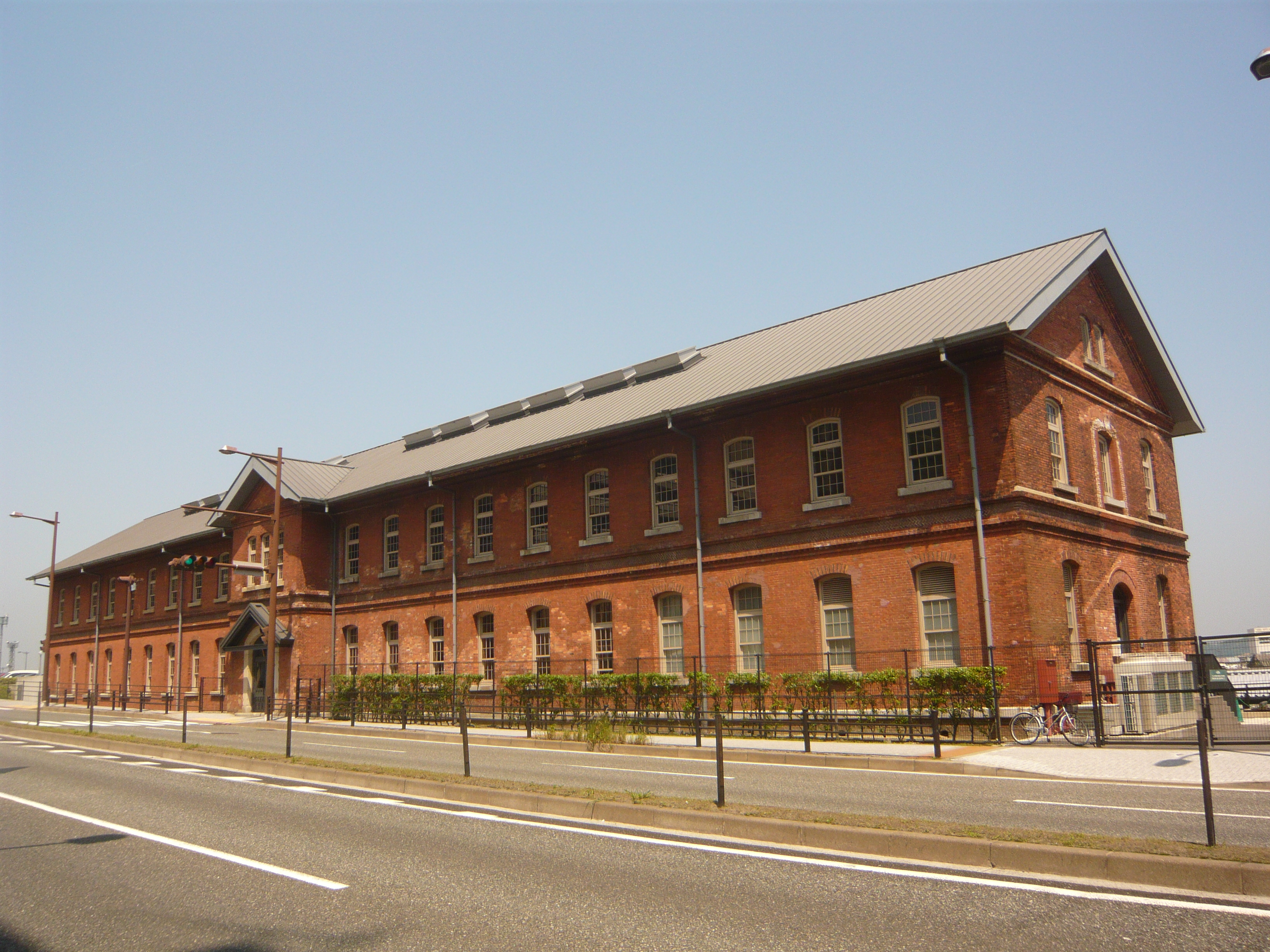
Bâtiment principal du musée.
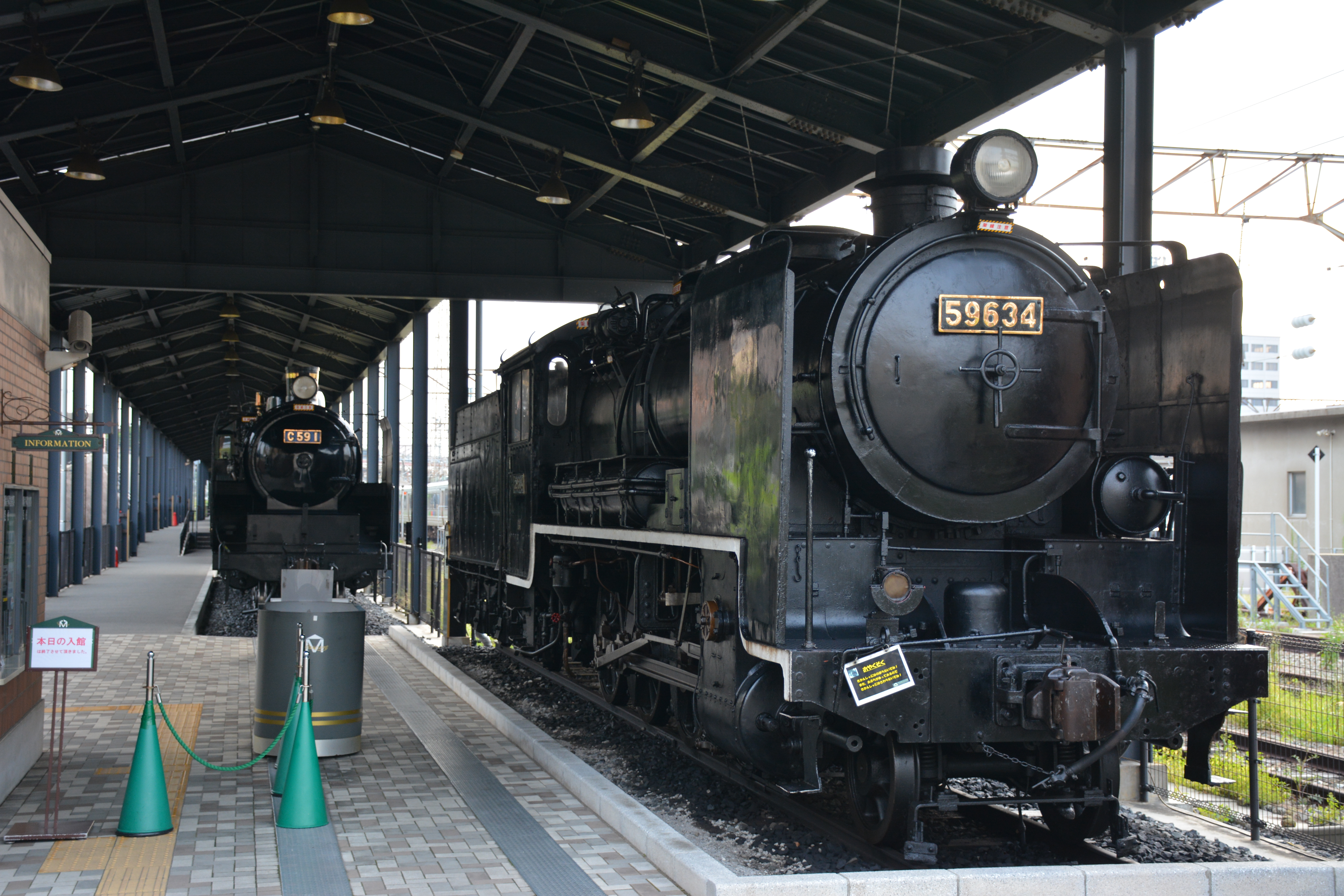
Locomotives à vapeur dans le hall d'exposition.
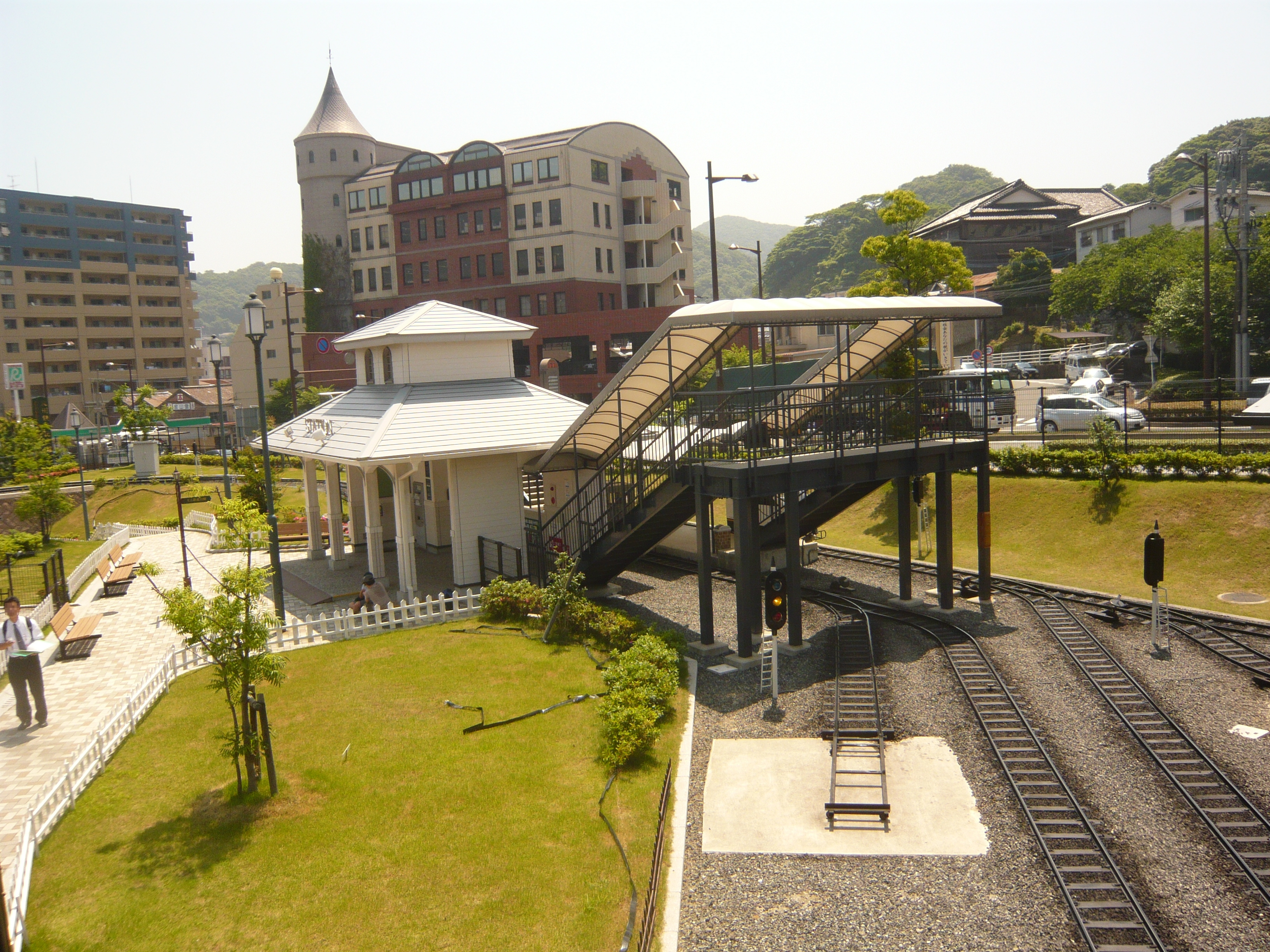
Mini-parc ferroviaire.